# Smirnovo (Kazakhstan)
Pour les articles homonymes, voir Smirnovo.
Smirnovo est un village de la région du Kazakhstan-Septentrional au Kazakhstan.